# Université des Andes (Chili)
Pour les articles homonymes, voir Université des Andes.
L’université des Andes (en espagnol : Universidad de los Andes) est une université privée chilienne située à Santiago, créée par l'Opus Dei. Elle compte environ 5 800 étudiants.

## Histoire
L'université des Andres a été fondée en 1989 comme établissement d’enseignement supérieur.
L'université est principalement fréquentée par des étudiants issus de classes favorisées.

## Certaines Facultés
- Journalisme
- Ingénierie
- Sciences
- Sciences commerciales et économiques
- Droit
- Médecine
- Psychologie